# Ядаим
«Яда́им» (др.-евр. ידים‬ или ידיים‬, yadayim — «руки») — трактат Мишны, одиннадцатый в разделе «Техарот». Содержит законы о ритуальной чистоте рук.

## Предмет рассмотрения
В сложном законодательстве ο ритуальной чистоте законоучители придавали особое значение рукам человека. Согласно раввинскому постановлению, возможна нечистота рук, и даже одной руки, при чистоте всего тела. При этом, если руки коснулись «источника нечистоты», то человек получает нечистоту первой степени, причём оскверняются не только руки, но и всё тело. Если же руки коснулись напитков или пищевых веществ, человека или предмета в состоянии производной нечистоты, или же за руками просто не следили, то руки считаются нечистыми второй степенью нечистоты. От неё они могут быть освобождены путём обливания или погружения в микву. Последнее необходимо только перед вкушением жертвенного мяса, перед вкушением возношения и любой другой пищи достаточно обливания.
Так как вода, коснувшись нечистых рук, сама оскверняется, то обливание повторяется дважды, дабы вторая вода смыла первую, нечистую. Обливанию, как и погружению подлежит вся кисть руки до запястного сустава; если же облита или погружена не вся кисть, то очищение не только не последовало, но и сама вода, что на руке, оскверняется, и требуется новое закономерное обливание или погружение.
Систематически все законы, касающиеся ритуальной чистоты рук, изложены в данном трактате.

## Содержание
Трактат «Ядаим» состоит из 4 глав и 21 параграфа..
- Первая — вторая главы описывают процедуру ритуального очищения рук.
- Третья глава рассматривает, в каких случаях руки оскверняются отдельно от тела. В частности, для того чтобы люди аккуратно обращались с книгами Священного писания, было постановлено, что эти книги делают руки ритуально нечистыми. В конце главы приводится вынесенное в день избрания Элеазара бен-Азарии главою Явненской академии постановление, согласно которому в список священных книг была внесена книга Екклесиаста.
- Четвёртая глава имеет особенное историческое значение. В ней, по характерной для Талмуда ассоциации идей, приводятся другие постановления, сделанные в день избрания Элеазара бен-Азарии, а в конце главы приводятся примеры ожесточённых некогда споров между фарисеями и саддукеями.[1]

## Затрагиваемые темы
- В Мишне 3:5 обсуждается вопрос о том, как были приняты в канон священных книг Песнь песней Соломона и книга Екклесиаста. Тосефта (2:13) развивает тему, сообщая ο неканоничности книги Бен-Сиры и всех книг, написанных, начиная с того времени (III-II вв. до н. э.).
- В конце трактата (4:6-8) представляет интерес аргументация фарисеев в спорах с саддукеями. Так, саддукеи упрекали фарисеев в том, что у них принято в разводном письме писать имя Моисея после имени правящего царя (имя царя писалось в целях датировки, и такой порядок написания, по мнению саддукеев, означал неуважение к имени Моисея). Фарисеи ответили, что в Торе тоже можно найти страницы с аналогичным расположением имён, например в Исх. 5:2. Аналогично, в конце Тосефты (2:20) приводятся слова «погружающихся утром» (טובלי שחרין — ессеев, по предположению некоторых исследователей), в которых они упрекают фарисеев за то, что последние разрешают молиться, не совершив очищения в микве.[1] Фарисеи ответили в том смысле, что человеческое тело в принципе не может быть абсолютно чистым.